# Kateřina z Poděbrad
Kateřina z Poděbrad nebo také Kunhuta (11. listopadu 1449, Poděbrady – 8. března 1464, Budín) byla dcera českého krále Jiřího z Poděbrad a jeho první manželky Kunhuty ze Šternberka, první manželka Matyáše Korvína a uherská královna.
Kateřinina matka zemřela 19. listopadu 1449, pravděpodobnou příčinou byl porod Kateřiny a jejího dvojčete, sestry Zdenky (Sidonie), pozdější saské vévodkyně.

## Život

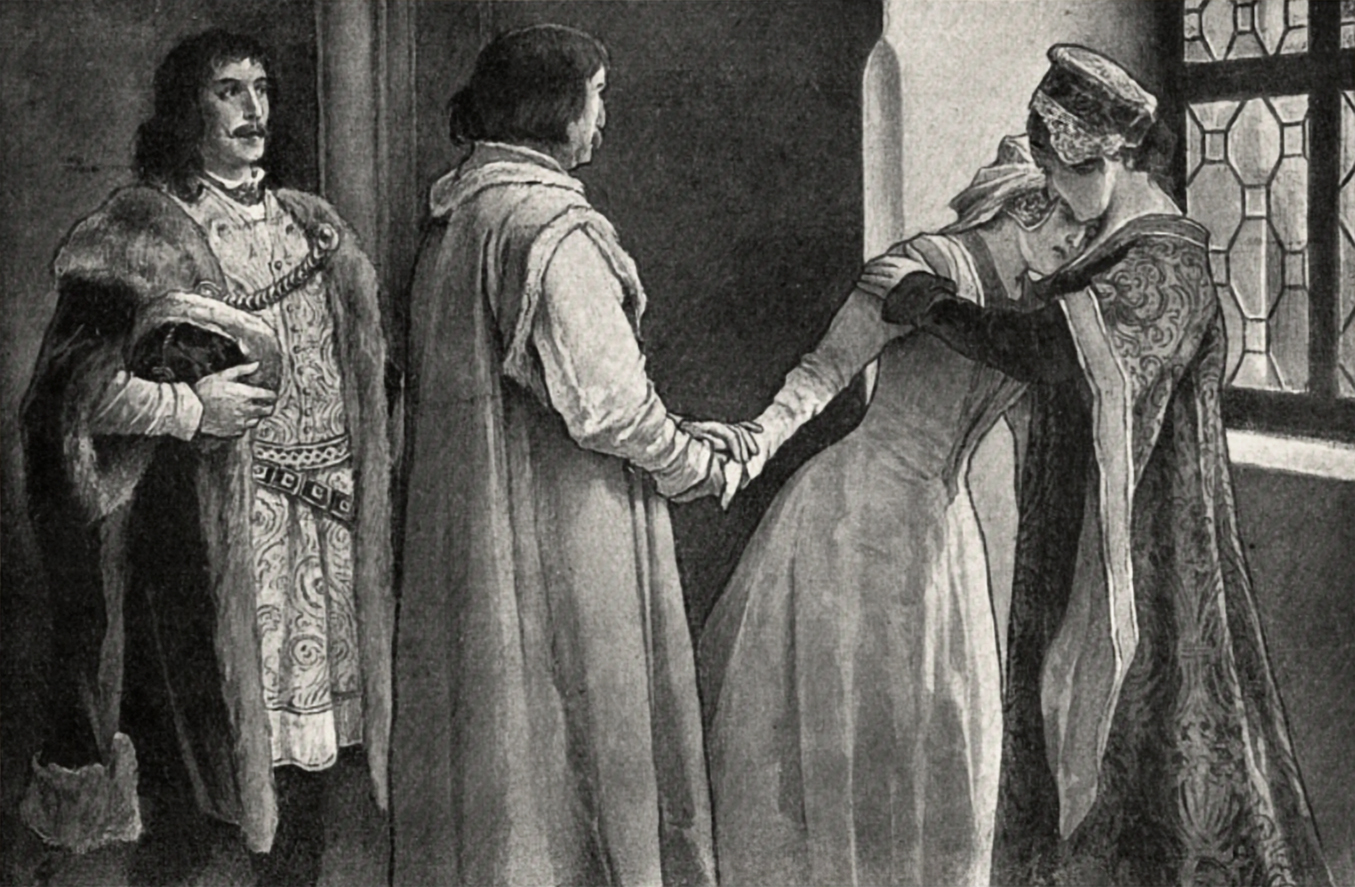
Odchod Kateřiny, dcery Jiříkovy, z domova do Uher
(ilustrace Věnceslava Černého)

Matyášovou první nevěstou byla Alžběta Celjská, která zemřela v dětském věku. Dne 1. května 1461 se osmnáctiletý uherský král (od roku 1458) Matyáš oženil s mladičkou dcerou Jiřího z Poděbrad, který ho kdysi hostil v Praze. Svatba, domluvená již na počátku roku 1458, měla podle strážnických dohod proběhnout během dalšího roku. Trvalo však několik let, než mezinárodní politická situace umožnila uzavření sňatku, a Kateřina proto odjela do Uher teprve v roce 1461.
Na budínském dvoře patřil zřejmě do jejího okolí Janus Pannonius, jenž o Kateřině složil několik latinských epigramů. Byl dokonce označen za „nejvyššího kancléře královny“ (supremus cancellarius reginalis maiestatis), ovšem jeho postavení v tomto úřadu je nejisté, neboť ex officio byl královniným kancléřem veszprémský biskup.
Tři roky po svatbě porodila Kateřina, jíž bylo jen něco málo přes čtrnáct let, první dítě, které se ale narodilo mrtvé. Ona sama zemřela o několik dní později. Pochovaná byla v budínském kostele svatého Zikmunda (Szent Zsigmond, Budapešť I., nyní zřícenina).
Matyáš, jehož ctižádost měl brzy poznat i Jiří z Poděbrad, se snažil najít druhou manželku v okruhu středoevropských panovnických dvorů, ale po neúspěšných pokusech se nakonec oženil s Beatrix Neapolskou. Ani ta mu ale neporodila dědice, přestože se za králova života a zejména po jeho smrti stala důležitou figurou ovlivňující vnitropolitickou situaci státu. Jediného nelegitimního potomka porodila Matyášovi Barbara Edelpöck ze Steinu nad Dunajem. Když se postupem času ukázalo, že ani z Matyášova druhého manželství dítě nevzejde, pokoušel se pro syna Jánoše mezinárodně potvrdit legitimitu.